# Neutral Milk Hotel
Neutral Milk Hotel was een Amerikaanse indierockgroep die voortkwam uit een soloproject van Jeff Mangum. Na het eerste studioalbum On Avery Island uit 1996 werd de groep versterkt door Julian Koster, Jeremy Barnes en Scott Spillane. Daarnaast leverde producent Robert Schneider een wezenlijke bijdrage aan het geluid van Neutral Milk Hotel. De groep ligt aan de basis van The Elephant 6 Recording Company, een muzikaal collectief uit Athens (Georgia).
De muziek van Neutral Milk Hotel wordt omschreven als een mengelmoes van folk, psychedelica en punk, waarbij gebruik wordt gemaakt van een breed scala aan instrumenten en Mangum gepassioneerd surrealistische, intieme teksten zingt. De groep is vooral bekend om haar tweede en laatste studioalbum, In the aeroplane over the sea uit 1998, dat in de loop der jaren goede kritieken kreeg en een onverwacht commercieel succes werd.
Niet lang na het uitbrengen van het album hief Mangum de groep op vanwege persoonlijke ongemakken, en trok hij zich terug uit het openbare leven. Tijdens zijn afwezigheid nam de populariteit van In the aeroplane over the sea toe en verkreeg de groep een cultstatus. Na een pauze van vijftien jaar werd in 2013 een reünie aangekondigd en begon de groep aan enkele wereldwijde tournees. In de zomer van 2015 gaf Neutral Milk Hotel haar laatste optreden voor de komende tijd.

## Geschiedenis

### Beginjaren
In het landelijke stadje Ruston in Louisiana ontwikkelden de jonge Jeff Mangum en zijn vrienden, onder wie Robert Schneider, een voorliefde voor psychedelische en experimentele rockmuziek. In Ruston ontstond zo een kleine maar levendige alternatieve scene, die later in Denver aangevuld werd met leden van Apples in Stereo. Onder de naam The Elephant 6 Recording Company begonnen de vrienden een muzikaal collectief, waaruit in de loop der jaren vele indiegroepen ontstonden. Naast zijn bijdrage aan verschillende projecten startte Mangum een soloproject genaamd Milk. Toen bleek dat er al een groep met deze naam bestond, hernoemde hij het project naar Neutral Milk Hotel. Onder deze naam nam hij een aantal experimentele cassettes op (waaronder Beauty, Invent yourself a shortcake en Hype city soundtrack), die hij uitwisselde met zijn vrienden.
In 1993 nam Mangum zijn eerste ep op, genaamd Everything is, en in New Orleans gaf hij dat jaar zijn eerste optreden, voor een vrijwel lege zaal.

### On Avery Island
In 1995 reisde Mangum naar Denver in Colorado voor de opnames van zijn debuutalbum, On Avery Island. Zijn jeugdvriend Robert Schneider diende als producent, organist en bassist, en schreef de blaasarrangementen. Schneider zag het als zijn missie om zo trouw mogelijk te blijven aan Mangums visie en nam het album daarom op met een lo-fi viersporenrecorder. On Avery Island werd op 26 maart 1996 uitgebracht door Merge Records en er werden toentertijd ongeveer 5000 exemplaren van verkocht. De weinige kritieken die het album kreeg waren positief.
Op aandringen van Merge Records ging Mangum op zoek naar vaste groepsleden, voor een promotietournee. De eerste muzikant die Mangum rekruteerde was Julian Koster uit New York, een goede kennis van Elephant 6. Koster raadde als drummer Jeremy Barnes aan, die hij ooit na een optreden in Albuquerque had ontmoet en die had aangegeven ongelukkig te zijn met zijn studentenleven in Chicago. Mangum en Koster reisden naar Chicago voor een repetitie met Barnes, die op aanraden van Koster de universiteit verliet om zich op Neutral Milk Hotel te concentreren. Scott Spillane, een oude bekende van Mangum uit Ruston, werkte in Austin als pizzabakker toen Mangum hem bezocht en overhaalde om zich bij Neutral Milk Hotel te voegen als blazer.
De vier muzikanten vestigden zich in het huis van Kosters grootmoeder in New York, waar ze zich fanatiek voorbereidden op de tournee en nieuwe nummers maakten. Op 28 april 1996 gaven ze hun eerste optreden in New York en op 1 juli begon in San Francisco de landelijke tournee. Daarnaast trad Mangum ook regelmatig solo op, waarbij hij voorproefjes van het toekomstige album liet horen.

### In the aeroplane over the sea

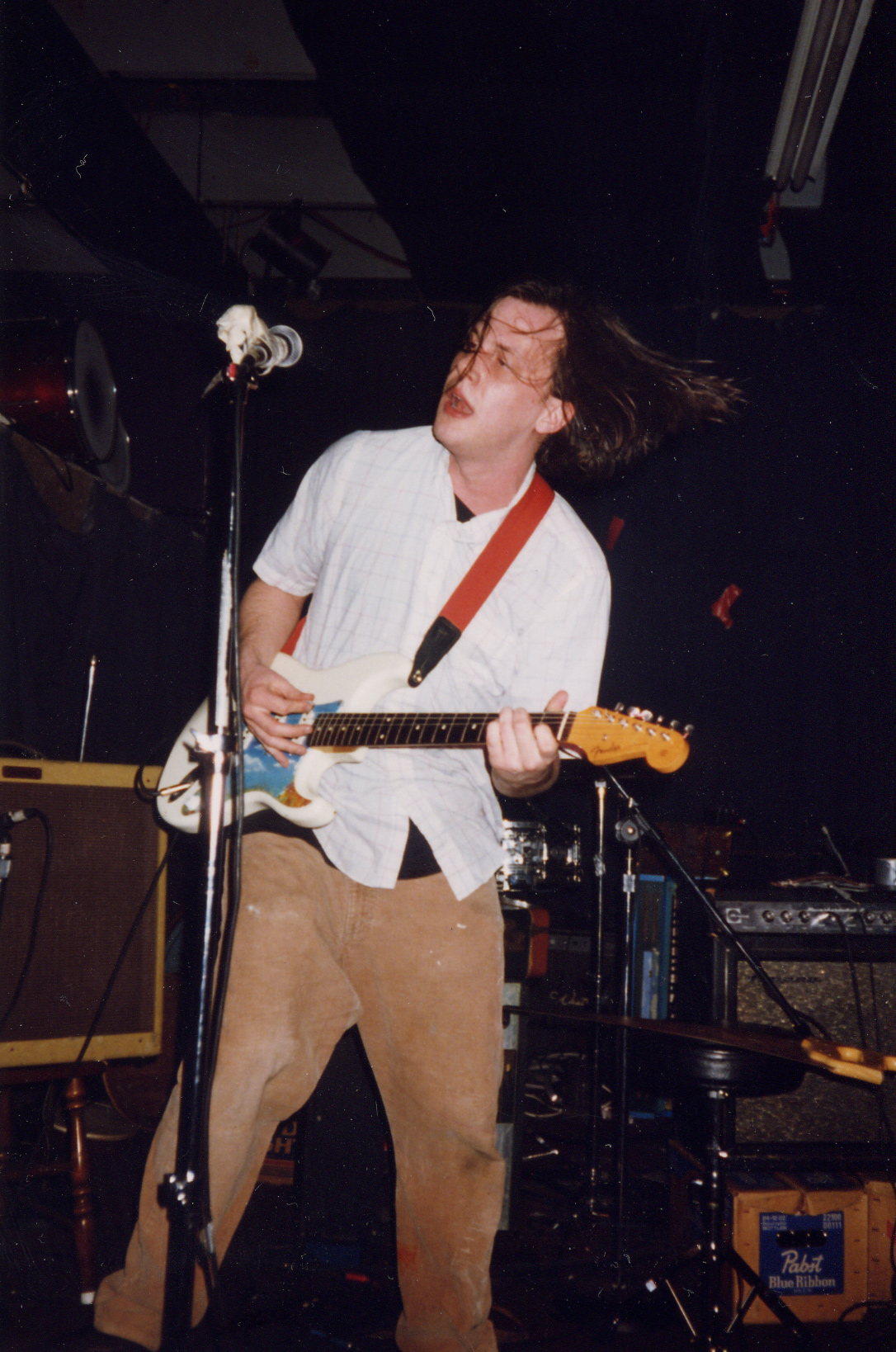
Jeff Mangum rond 1997

Na de tournee verhuisde de groep naar Athens in Georgia, waar de overige leden van Elephant 6 woonden. Mangum werkte non-stop aan het nieuwe album terwijl hij geplaagd werd door nachtangsten. Hij had onlangs het dagboek van Anne Frank gelezen, dat een grote invloed had op zijn composities. In Athens bracht Neutral Milk Hotel regelmatig nieuwe nummers ten gehore. Aldaar werd de introverte Mangum geconfronteerd met enige mate van bekendheid en idolatie, een ontwikkeling waar hij zich erg ongemakkelijk bij voelde. In de lente van 1997 had Mangum al het materiaal van het nieuwe album geschreven.
Net als On Avery Island werd het tweede studioalbum, In the aeroplane over the sea, opgenomen in de studio van Robert Schneider in Denver. Mangum arriveerde als eerste van de groepsleden en nam vooraf samen met Schneider enkele akoestische nummers op. Tijdens de opnames van de gehele groep kregen alle leden ruim de vrijheid om te improviseren. Er werd veertien uur per dag aan het album gewerkt, waarbij ze moesten overleven op rijst en tofu met barbecuesaus.
Na twee maanden werden de opnames afgerond. In the aeroplane over the sea werd op 11 februari 1998 uitgebracht door Merge Records, met een geschatte oplage van 5500 cd's en 1600 lp's. De rode draad in het album was het leven, lijden en de reïncarnatie van Anne Frank, en hoewel het album vaak als conceptalbum wordt geclassificeerd gaf Mangum de voorkeur aan de definitie "verhalend".
Drie dagen na de uitgave begon Neutral Milk Hotel met een landelijke tournee, bijgestaan door verschillende muzikanten die geassocieerd waren met Elephant 6. De optredens waren energiek en chaotisch, soms haast gevaarlijk te noemen, en stonden erom bekend bezoekers te beangstigen. De tourbus kwam bijna nooit op tijd aan, de instrumenten verkeerden vaak in krakkemikkige staat en er werden regelmatig muzikale fouten gemaakt. Desondanks sloeg de tournee aan. De reputatie van de groep groeide gestaag en de zalen stroomden steeds verder vol.

### Opheffing
Na een tournee door Europa keerde de groep in oktober 1998 terug naar Athens. Mangum werd geplaagd door ziekte en wees alle aanvragen voor optredens en interviews af. Op 5 december gaf hij voor zijn vrienden een laatste solo-optreden en introduceerde daarbij het nummer Little birds, een opmerkelijk duister nummer in zijn repertoire. Dit bleek uiteindelijk het laatste nummer van Neutral Milk Hotel te zijn.
Langzamerhand werd het steeds duidelijker dat Mangum er geen zin meer in had. Op oudejaarsavond 1998 gaf Neutral Milk Hotel in Athens het laatste concert. Vervolgens trok Mangum zich terug uit het openbare leven en sloot hij zich af van zijn vrienden. Een aanbod om met R.E.M. op tournee te gaan als openingsact wees Mangum af. Toen het duidelijk werd dat het doek voor Neutral Milk Hotel was gevallen, richtten de overige groepsleden zich op andere muziekprojecten.
Mangum gaf later de volgende verklaring voor de opheffing van de groep:
Na Aeroplane begon een periode in mijn leven waarin mijn beeld van de dagelijkse werkelijkheid begon af te brokkelen. (.....) Mijn muziek vertegenwoordigde mijn ideeën over die werkelijkheid. Het was een representatie van het platform in mijn verstand waarop ik stond. En als het platform van mijn verstand afbrokkelt... dan volgt de muziek. Ook denk ik dat het na Aeroplane duidelijk werd dat we, toen we Elephant 6 begonnen, een erg utopische visie hadden, alsof we alles aan zouden kunnen door muziek. (...) Dus toen veel van onze dromen waren uitgekomen en ik toch nog zag dat veel van mijn vrienden pijn leden... zag ik hun pijn in een ander perspectief en realiseerde ik me dat ik mezelf niet zomaar een uitweg uit al dit lijden kan zingen.

### Hiaat
Mangum werd getroffen door een zenuwinzinking, sleet zijn dagen in een vrijwel catatonische staat en sloeg zakken vol rijst in uit angst voor de millenniumbug. Hij herstelde en besteedde de volgende jaren aan spiritualiteit en reizen, en leefde een tijdlang in een klooster. In 2001 trad hij op verzoek van muzikant Chris Knox voor het eerst in jaren op, in Nieuw-Zeeland. Er werden in dat jaar twee soloalbums uitgebracht: een compilatie van Bulgaarse volksmuziek op het Koprivsjtitsafestival genaamd Orange twin field works, volume one, en het livealbum Live at Jittery Joe's, een opname van een soloconcert in Athens op 7 maart 1997.
In 2002 gaf Mangum een zeldzaam interview met Pitchfork waarin hij aangaf dat hij het liedjesschrijven was verleerd en dat een nieuw studioalbum hem onwaarschijnlijk leek. De daaropvolgende jaren bleven zijn muzikale bijdrages beperkt tot projecten van Elephant 6, waaronder slechts enkele optredens. Ondertussen bleef de populariteit van Neutral Milk Hotel toenemen. Toen In the aeroplane over the sea in 2005 door Domino Records werd heruitgegeven waren er al 140 000 exemplaren van het album verkocht, en in 2008 was het album de 6e bestverkochte vinylplaat ter wereld.
Vanaf 2010 liet Mangum steeds vaker van zich horen. In mei gaf hij een benefietoptreden voor Chris Knox – het jaar daarvoor getroffen door een beroerte – en in december gaf hij voor zo'n 75 man een onaangekondigd concert in Brooklyn. In 2011 opende hij de website Walking wall of words, waarop een boxset met de nieuwe ep Ferris wheel on fire beschikbaar werd gesteld, bestaande uit onuitgebrachte en alternatieve versies van oude nummers. In augustus kondigde hij een solotournee aan waarin hij met name het oeuvre van Neutral Milk Hotel zou spelen. De kaartjes voor het eerste optreden in Baltimore waren binnen achttien minuten uitverkocht. Onder zijn haltes viel het New Yorkse Zuccotti Park, waar Occupy Wall Street in volle gang was. In 2012 diende hij als curator van het muziekfestival All Tomorrow's Parties. Dat jaar kende In the aeroplane over the sea opnieuw goede verkopen en bereikte een nummer 12-notering in de vinylhitlijst van Billboard.

### Reünie

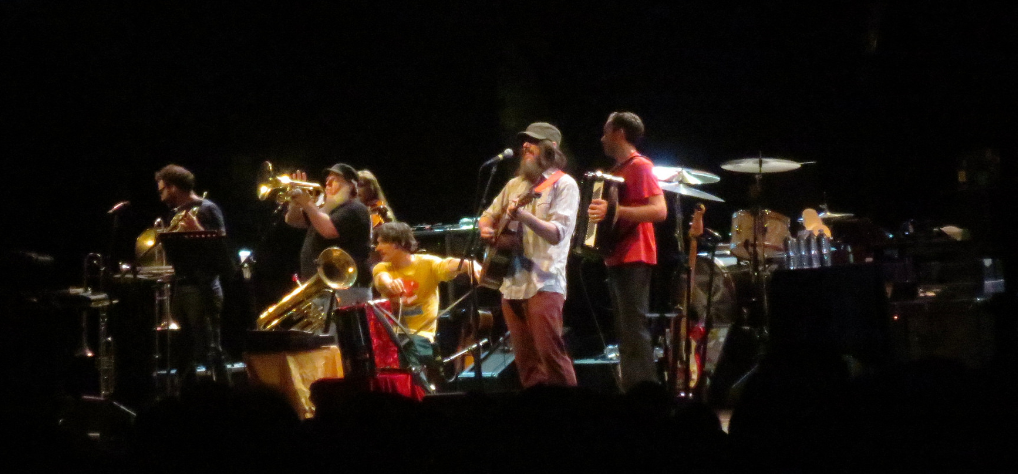
Neutral Milk Hotel in 2014

In april 2013 werd op Walking wall of words een reünie van Neutral Milk Hotel aangekondigd, in de samenstelling waarmee In the aeroplane over the sea was opgenomen. Bijgestaan door Jeremy Thal, Laura Carter en Mangums echtgenote Astra Taylor begon de groep aan een wereldwijde tournee. Kaartjes waren soms binnen enkele minuten uitverkocht. De nieuwe optredens van Neutral Milk Hotel, waarbij bezoekers nadrukkelijk werd gevraagd om geen opnames te maken, kregen lovende recensies. Er werden geen nieuwe nummers geïntroduceerd.
Op 10 december 2014 kondigde de groep de laatste tournee voor de komende tijd aan en in de zomer van 2015 werd het laatste optreden gegeven.
In oktober 2016 ontstonden speculaties over een toekomstig derde album, naar aanleiding van een reeks nieuwe tekeningen van Mangum onder de naam The book cipher sings. De tekeningen werden te koop aangeboden op Walking wall of words en aldaar omschreven als "steganografisch". Volgens verschillende muziekmedia werd er in de tekeningen gezinspeeld op een dubbelalbum en het jaar 2017.

## Muziek

### Genre
Het genre van Neutral Milk Hotel werd door de groep zelf fuzzfolk genoemd, naar het brommende geluidseffect dat in de muziekwereld bekend staat als fuzz. De groep wordt door anderen geplaatst onder indie, alternatief, folk, psychedelisch, of combinaties als indiefolk of psychedelische folk. Het is ook voorgesteld dat de groep zonder akoestische gitaar onder punk zou vallen. De groep wordt vanwege de "achterhaalde" opnametechnieken ook vaak als lo-fi gecategoriseerd. Dit heeft weliswaar niets te maken met de voorheen genoemde fuzz, dat een opzettelijke stijlkeuze was en geen neveneffect van een lage opnamekwaliteit.

### Invloeden
De belangrijkste invloed op de groepsleden van Neutral Milk Hotel waren hun vrienden van Elephant 6. Daarnaast vielen The Minutemen, Soft Machine en Daniel Johnston onder Mangums voornaamste inspiraties. Tijdens de opnames van In the aeroplane over the sea luisterde Mangum met name naar Pierre Henry (pionier van musique concrète), traditionele muziek, free jazz en elektronische muziek.

### Composities

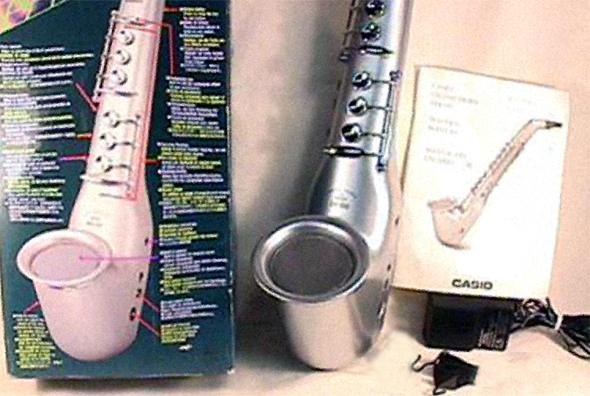
De Casio DH-100, door Neutral Milk Hotel zanzithofoon genoemd, is een kruising tussen een synthesizer en een blaasinstrument dat in de jaren 80 werd geproduceerd door Casio

Bijna alle nummers van Neutral Milk Hotel werden gecomponeerd door Mangum, vaak gebaseerd op combinaties van oudere nummers die hij nooit had afgemaakt. Alleen het instrumentale The fool werd gecomponeerd door Spillane, oorspronkelijk voor de gelijknamige korte film van een vriend. Schneider schreef de blaasarrangementen; aanvankelijk alleen, maar later ook in samenwerking met Spillane. Na On Avery Island moedigde Mangum de inbreng aan van de drie nieuwe groepsleden, en ook tijdens optredens hadden de muzikanten de vrijheid om te improviseren. De enige cover die Neutral Milk Hotel live speelde (solo-optredens van Mangum uitgezonderd) was Charlie Hadens Song for Che.
In vrijwel alle nummers is de akoestische gitaar het leidende instrument. Mangum wees elektrische gitaren af, omdat deze naar zijn mening te standaard klonken, maar vond microfoonopnames van akoestische gitaren weer te zuiver. Daarom werd de akoestische gitaar in de studio in een viersporenrecorder geplugd om een brommend, fuzzy geluid te verkrijgen. Alle fuzz werd verkregen via kunstmatige studiotechnieken, zoals het oversturen van de microfoons, in tegenstelling tot ingebouwde distortioneffecten. Een gemiddeld nummer van Neutral Milk Hotel is opgebouwd uit slechts drie of vier eenvoudige akkoorden. Daarnaast wordt er een groot scala aan muziekinstrumenten gebruikt, waaronder verschillende orgels, zingende zaag, banjo, accordeon, trompet, trombone, bugel, eufonium, saxofoon, uilleann pipes en een obscuur blaasinstrument van Casio dat zanzithofoon werd genoemd.
Naast meer "conventionele" nummers besteedde Mangum ook veel tijd aan het componeren van musique concrète á la Pierre Henry, maar hij besloot uiteindelijk deze werkstukken niet te publiceren.

## Thematiek
Mangum gaf aan dat zijn muziek vooral bedoeld is als geneesmiddel. Volgens Mangum kwamen willekeurige secties tekst spontaan in hem op, waarna hij de verzen aan elkaar puzzelde om een lied te vormen. Dit gebeurde allemaal in zijn geheugen, aangezien hij zijn teksten nooit opschreef. De poëzie is vaak surrealistisch, maar niet willekeurig; het overgrote deel van de teksten van In the aeroplane over the sea werd gebaseerd op ervaringen van Mangum, zijn vrienden en historische figuren. Mangum gebruikte geen drugs ter inspiratie, maar werd regelmatig geplaagd door bizarre hallucinaties, en veel nummers werden beïnvloed door dromen.

### Anne Frank

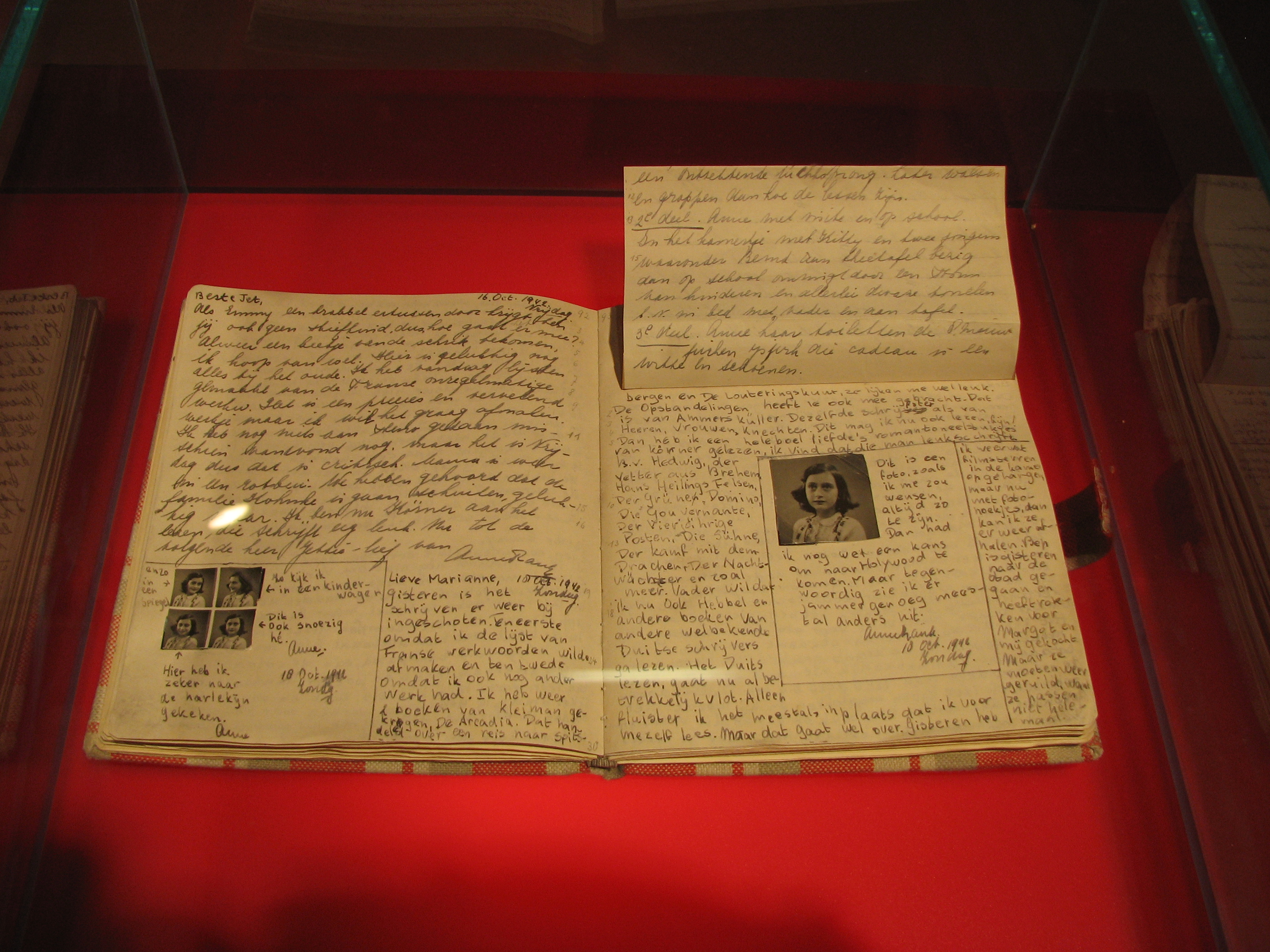
Het achterhuis van Anne Frank was een grote invloed op In the aeroplane over the sea

Vlak voor de opnames van On Avery Island kocht Mangum Het achterhuis van Anne Frank, om zo meer inzicht te krijgen in de wereldgeschiedenis. Tijdens het lezen werd hij zeer gesteld op Frank – volgens zijn toenmalige vriendin Laura Carter was hij zelfs verliefd – en voelde hij zich overmeesterd door verdriet en rouw. Hij kreeg dromen waarin hij haar leven redde met behulp van een tijdmachine, een wens die te horen is in het lied Oh comely.
De meest expliciete verwijzingen naar Anne Frank zijn te horen in het nummer Holland, 1945. De titel is een verwijzing naar het sterfjaar van Frank, al overleed ze niet in Holland maar in het Duitse concentratiekamp Bergen-Belsen. In het lied verklaart Mangum zijn liefde aan Frank:
The only girl I ever loved, was born with roses in her eyes, but then they buried her alive, one evening, 1945.
Overige karakters in het album zijn een tweehoofdige jongen in een pot en een Siamese tweeling die doodvriest in een bos.

### Eeuwigheid en vergankelijkheid
In beide studioalbums van Neutral Milk Hotel is de dood een terugkerend onderwerp. Ook de titel van In the aeroplane over the sea is een referentie aan de dood, zoals te horen in het gelijknamige nummer:
And one day we will die, and our ashes will fly, in the aeroplane over the sea. But for now we are young, let us lay in the sun, and count every beautiful thing we can see.
Hoewel in dit uittreksel de dood wordt bezongen als iets onvermijdelijks, wordt aan de binnenkant van de albumhoes van In the aeroplane over the sea gesproken over het thema van "eindeloze eindeloosheid". Dit is terug te horen in de verwijzingen naar reïncarnatie (Holland, 1945) en eeuwig leven (Ghost).

### Liefde en lichamelijkheid
Lichamelijk contact is een belangrijk motief van In the aeroplane over the sea. Vaak worden lichaamsdelen op ongebruikelijke wijze gecombineerd, zoals in Two-headed boy:
We will take off our clothes, and they'll be placing fingers through the notches in your spine.
Een mogelijke theorie stelt dat het album een onderzoek is naar de drang van geliefden om een eenheid te worden, met lichamelijke versmelting als metafoor. Sommige zinspelingen worden in een seksuele context geplaatst; Mangum gaf aan dat alle seksuele verwijzingen strikt persoonlijk zijn.

### Religie en spiritualiteit
Mangum groeide op in een christelijke gemeenschap, maar stond eerder bekend als spiritueel dan christelijk. De openingszin "I love you, Jesus Christ" van The king of carrot flowers pts. 2 & 3  was dan ook een abnormaliteit in de seculiere indiescene. Mangum ontkende een christelijke boodschap te verkondigen:
Eerlijk gezegd weet ik niet 100 procent zeker wat dat lied betekent. (...) Ik zeg niet "Ik hou van jou, christendom." (...) En ik verkondig niet het geloof in Christus. Het is slechts een uitdrukking. Ik druk slechts iets uit dat ik zelf niet eens zou kunnen begrijpen. (...) Mijn liefde voor Christus heeft meer te maken met wat hij zei en waar hij in geloofde.
Een zeer duistere blik op religie is te horen in Little birds, waarin het homoseksuele broertje van de verteller wordt vermoord door zijn fundamentalistisch religieuze vader.

## Waardering
Mede dankzij de opkomst van internet is Neutral Milk Hotel uitgegroeid tot een hevig gemythologiseerd cultfenomeen, al was dit ten tijde van Mangums terugtrekking onvoorspelbaar. De discografie van Neutral Milk Hotel bleef beperkt tot twee studioalbums, en hoewel On Avery Island goed werd ontvangen wordt de nalatenschap van de groep gedomineerd door In the aeroplane over the sea. Merge Records schatte aanvankelijk dat er 5500 cd's en 1600 lp's verkocht zouden worden; thans zijn er zo'n 300 000 exemplaren verkocht. Contemporaine recensies van het album waren gematigd positief, maar werden in de loop van jaren steeds enthousiaster. Sindsdien is de muziek van Neutral Milk Hotel op verschillende ranglijsten van prominente muziekpublicaties verschenen:
| Subject                       | Publicatie    | Ranglijst                       | Plaats | Jaar |
| ----------------------------- | ------------- | ------------------------------- | ------ | ---- |
| On Avery Island               | Village Voice | Pazz & Jop: albums van het jaar | 35e    | 1996 |
| In the aeroplane over the sea | Magnet        | Beste albums van 1993-2003      | 1e     | 2003 |
| In the aeroplane over the sea | Amazon.com    | Beste indiealbums aller tijden  | 2e     | 2009 |
| In the aeroplane over the sea | Paste         | Beste albums van de jaren 90    | 2e     | 2012 |
| In the aeroplane over the sea | Pitchfork     | Beste albums van de jaren 90    | 4e     | 2003 |
| In the aeroplane over the sea | Village Voice | Pazz & Jop: albums van het jaar | 15e    | 1998 |
| In the aeroplane over the sea | Q             | Beste albums van 1986-2011      | 16e    | 2011 |
| In the aeroplane over the sea | NME           | Beste albums aller tijden       | 98e    | 2013 |
| Holland, 1945                 | Pitchfork     | Beste nummers van de jaren 90   | 7e     | 2010 |

Onder groepen en artiesten die zijn beïnvloed door Neutral Milk Hotel vallen Arcade Fire, The Decemberists, Franz Ferdinand, Beirut, Bright Eyes, AJJ, Caribou en of Montreal. Volgens Win Butler van Arcade Fire was 
In the aeroplane over the sea een van zijn redenen om bij Merge Records te tekenen, en Alexander Kapranos van Franz Ferdinand gaf toe dat de eerste seconden van hun hit Take me out overeenkomen met die van Two-headed boy.

## Bezetting

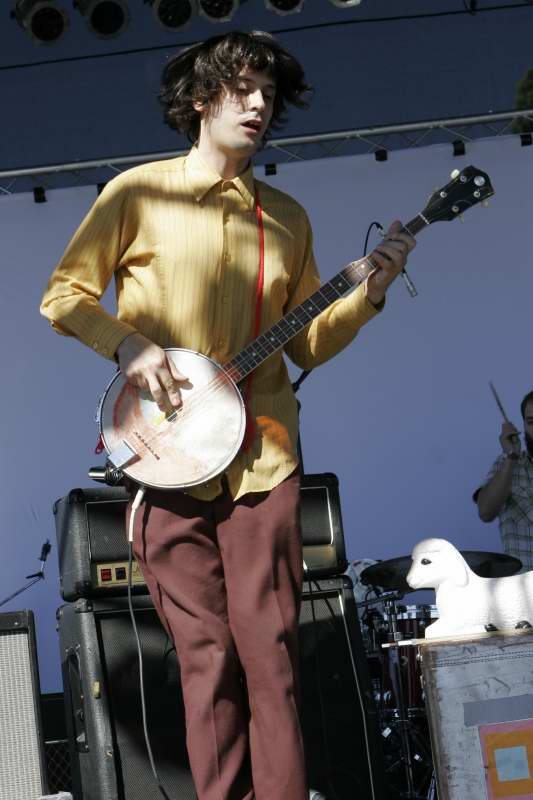
Julian Koster in 2005

- Jeff Mangum – zang, gitaar, basgitaar, drumstel, percussie, orgel, keyboard
- Julian Koster – accordeon, zingende zaag, banjo, orgel, basgitaar, keyboard
- Jeremy Barnes – drumstel, piano, orgel
- Scott Spillane – trompet, bugel, trombone, eufonium, gitaar

## Discografie

### Studioalbums
- 1996 · On Avery Island
- 1998 · In the aeroplane over the sea

### Ep's
- 1995 · Everything is
- 2011 · Ferris wheel on fire

### Singles
- 1993 · Everything is
- 1998 · Holland, 1945
- 2011 · You've passed / Where you'll find me now
- 2011 · Little birds